# Rouvres-en-Plaine
Rouvres-en-Plaine település Franciaországban, Côte-d’Or megyében. Lakosainak száma 1254 fő (2022. január 1.). Rouvres-en-Plaine Marliens, Thorey-en-Plaine, Bretenière, Fauverney, Ouges, Varanges és Neuilly-Crimolois községekkel határos.

## Népesség
A település népessége az elmúlt években az alábbi módon változott:
| Lakosok száma | 413  | 704  | 797  | 989  | 1059 | 1090 | 1128 | 1155 | 1155 | 1254 |
|               | 1968 | 1982 | 1990 | 2006 | 2013 | 2015 | 2017 | 2019 | 2020 | 2022 |